# 11313 Kügelgen
11313 Kügelgen là một tiểu hành tinh vành đai chính với chu kỳ quỹ đạo là 1378.7924260 ngày (3.77 năm).
Nó được phát hiện ngày 3 tháng 4 năm 1994.